# レイプ・ミー
「レイプ・ミー」（Rape Me）は、アメリカのグランジバンド・ニルヴァーナの楽曲である。フロントマンのカート・コバーンのソングライティングによる。この曲は、1993年にニルヴァーナのサード・アルバム『イン・ユーテロ』からセカンド・シングルとして、「オール・アポロジーズ」と共にダブルAサイドにまとめられてリリースされた。

## 背景とレコーディング
「レイプ・ミー」は、1991年にミックスされたバンドのセカンド・アルバム『ネヴァーマインド』の時期にカート・コバーンのアコースティック・ギターで作曲された。ニルヴァーナはその年に初めてその曲をライブ演奏したが、コバーンは曲のブリッジ部分の歌詞をまだ仕上げていなかった。
ニルヴァーナは1992年MTVビデオ・ミュージック・アワードの演奏で「レイプ・ミー」をやりたいと思っていた。MTVは最初、バンドに、彼らがやりたい曲をなんでもやっていいと話していたが、MTVは後にグループに対して「スメルズ・ライク・ティーン・スピリット」を代わりにやるよう要請した。ショーの数時間前、ニルヴァーナは演奏を拒否した。しかしながら、もし彼らがショーの演奏を拒否した場合、MTVがグループ所属レーベルの他のアーティストをボイコットするかもしれない、という懸念から、ニルヴァーナは最終的にグループの当時の最新シングル「リチウム」をやることに決定した。演奏の開始時、コバーンは「レイプ・ミー」を代わりにやり、歌いだした。彼は「ちょっとばかり（MTVを）ドキドキさせてやるために」そのようにしたと言った。その後の再放送では、「レイプ・ミー」を演奏した部分をカットして放送している。
ニルヴァーナが「レイプ・ミー」を最初に録音したのはプロデューサーのジャック・エンディーノとの2日間のデモ・セッションで、それは1992年10月のワシントン州シアトルでのことである。曲の2テイクが録音された。最初のものはインストゥルメンタルで、次がコバーンのリード・ボーカルとドラマー・デイヴ・グロールのバッキング・ボーカルのものである。ボーカルの録音をしている時、コバーンは当時幼かった娘を膝に抱え、彼女がデモのなかで泣いているのを聴くことが出来る。。
1993年2月、ニルヴァーナはサード・アルバムのイン・ユーテロ を録音するためプロデューサーのスティーヴ・アルビニと共にミネソタ州キャノン・フォールズのパキダーム・スタジオに移動した。バンドは2月15日に「レイプ・ミー」の曲を録音した。 翌日コバーンは、6時間セッションと伝えられるセッションの間に、アルバム用のボーカル部分を仕上げた。

## 音と歌詞
カート・コバーンは「レイプ・ミー」が人生を肯定した反レイプ・ソングであると考えている。 彼はスピン に話している。「それは彼女が言っているようだ。『犯して、犯してよ、私を犯して、激しく叩いて。あなたは私を殺せない。私は生きるわ。それからいつかきっとあなたをクソみたいに犯すわ。あなたにはわかるはずもないわ。』」
ニルヴァーナの伝記の著者マイケル・アゼラッドによると、「レイプ・ミー」はコバーンの個人的人生を報道するメディアへの嫌悪感を扱っているように思えるということである。コバーンは、ドラッグ常習癖と共に彼のトラブルが公になるずっと前にこの曲が作曲されたと言っているが、彼はこの曲がその視点で見られるであろうことは承知している。

## 他のヴァージョン
「レイプ・ミー」のライブ・ヴァージョンの1つは、Saturday Night Live で1993年9月25日に録音され、コンピレーション・アルバムSaturday Night Live: The Musical Performances, Volume 2 とDVDのSaturday Night Live: 25 Years of Music, Volume 4 に収録されている。 
曲の2つのヴァージョンが2004年のニルヴァーナ・ボックス・セットウィズ・ザ・ライツ・アウト に収録されている。ソロ・アコースティック・ホーム・デモと、1992年のスタジオ・ヴァージョンである。両ヴァージョンはまた2005年のコンピレーション・アルバムスリヴァー に収録されている。フランシス・ビーン・コバーンが泣いているのは、スタジオ・デモ・ヴァージョンのバックグラウンドで聴くことが出来る。
この曲はウォルマートとKマートの店舗向けのものは「ウェイフ・ミー（Waif Me）」と改名された。実際のタイトルが議論を巻き起こすものであるということである。

## チャート
| チャート (1993-1994年)                                         | 最高位 |
| -------------------------------------------------------------- | ------ |
| ベルギー (Ultratop 50 Flanders)                                | 43     |
| ベルギー (VRT Top 30 Flanders)                                 | 30     |
| ヨーロッパ (Music & Media)                                     | 77     |
| イベリア エアプレイ (Music & Media)                            | 15     |
| アイルランド (IRMA)                                            | 20     |
| UK シングルス (OCC)                                            | 32     |
| UK ロック&メタル・シングルズ (CIN)                             | 14     |
| US ロック・トラックス ナショナル・エアプレイ (Radio & Records) | 57     |

| チャート (1995–1996年)                                | 最高位 |
| ----------------------------------------------------- | ------ |
| デンマーク (Tracklisten) 『シングルズ』の一部として   | 5      |
| ヨーロッパ (Music & Media) 『シングルズ』の一部として | 55     |
| フランス (SNEP) 『シングルズ』の一部として            | 17     |

| チャート (2022年)                         | 最高位 |
| ----------------------------------------- | ------ |
| グローバル リリックファインド (Billboard) | 8      |

## 称賛
- ランク #90 - Kerrang! の「100グレイテスト・ロック・トラックス・エヴァー」（1999年）。[22]
- ランク #10 - NME の「トップ20ニルヴァーナ・ソングス」（2004年）。